# 4457 van Gogh
4457 van Gogh (1989 RU) là một tiểu hành tinh vành đai chính được phát hiện ngày 3 tháng 9 năm 1989 bởi Eric Elst ở Đài thiên văn Haute-Provence.